# Bad Zwischenahn
Bad Zwischenahn (plattysk: Twüschenahn) er den største kommune i Landkreis Ammerland i den nordvestlige del af den tyske delstat Niedersachsen, og ligger vest for Oldenburg. Den har 28.596 indbyggere (2018-12-31).

## Geografi
Bad Zwischenahn ligger i den sydøstlige del af Landkreises Ammerland. Mod nordøst grænser den til Wiefelstede, mod syd til Edewecht, mod nordvest til landkreisens administrationsby Westerstede og mod sydøst til Oldenburg. Bad Zwischenahn ligger i området Nordoldenburgisch-Ostfriesischen Geest. Der er fuglige lavninger  der ofte er oversvømmet og sandede bakker, med landbrug.  
Syd for  Ammerländer Geest ligger Leda-Jümme-lavningen. Disse dale består hovedsageligt af moser. Til kommunen  Bad Zwischenahn hører de store moser Ekener Moor, Speckener Moor og Kayhauser Moor samt nordlige udløbere af  Vehnemoor. Baseret på  moserne er der i  Bad Zwischenahn kurbade, og kommunen har indtæger ved udvinding af  tørv.
Midt i kommunen ligger søen Zwischenahner Meer. 

## Literatur
- Chronik der Gemeinde Bad Zwischenahn, (1994 Buchhandlung Grüttefien, Bad Zwischenahn)
- Ingo Harms: „Wat mööt wi hier smachten …“ Hungertod und „Euthanasie“ in der Heil- und Pflegeanstalt Wehnen im „Dritten Reich“. Oldenburg 1996²; ISBN 3-925713-25-5